# Thibault Colard
Thibault Colard (født 13. januar 1992 i Fontainebleau, Frankrig) er en fransk roer.
Colard var med i den franske letvægtsfirer, der vandt bronze ved OL 2016 i Rio de Janeiro, sidste gang disciplinen var med på OL-programmet. Båden bestod desuden af Franck Solforosi, Thomas Baroukh og Guillaume Raineau. Franskmændene sikrede tredjepladsen efter en finale, hvor Schweiz og Danmark vandt henholdsvis guld og sølv.
Colard vandt desuden en VM-bronzemedalje i letvægtsfirer ved VM 2015.

## OL-medaljer
- 2016:  Bronze i letvægtsfirer